# Nyakihiza
Nyakihiza är ett vattendrag i Burundi.   Det ligger i provinsen Ruyigi, i den centrala delen av landet, 110 km öster om huvudstaden Bujumbura.
I omgivningarna runt Nyakihiza växer huvudsakligen savannskog. Runt Nyakihiza är det ganska tätbefolkat, med 172 invånare per kvadratkilometer.